# Monobuc
Els monobucs són vaixells que no posseïxen una doble barrera de separació al llarg de tota l'eslora de càrrega entre els tancs de càrrega (p.i. tancs de cru) i el mar, a diferència dels més moderns dissenys de doble buc. L'ús de petroliers monobuc té actualment una data límit d'utilització (principalment en la UE) degut al fet que són més sensibles a sofrir danys i provocar abocaments en accidents de col·lisió amb altres embarcacions o per embarrancament. Pel que fa a la resistència global de disseny els paràmetres són similars als de les embarcacions de doble buc. En la navegació d'esbarjo es diuen monobucs a les embarcacions d'un sol buc i una sola quilla, a diferència dels multibucs, com els catamarans i trimarans.